# Cyganowice
Cyganowice – część miasta Stary Sącz, położona na południu miasta, nad Popradem, w rejonie ulicy Cyganowice.
Dawniej samodzielna wieś i gmina jednostkowa.
Urodził się tu kompozytor Jan Joachim Czech.